# Haj Abdelkader Pérez
El hajj Abdelkader Pérez (àrab: عبد القادر بيريز, ʿAbd al-Qādir Bīrīz) (Marroc, segle xvii - ?) va ser un almirall marroquí d'origen morisc, ambaixador a Anglaterra el 1723 i novament el 1737. El 29 d'agost de 1724 es va reunir amb el rei Jordi I i el príncep de Gal·les.